# Chris Broerse

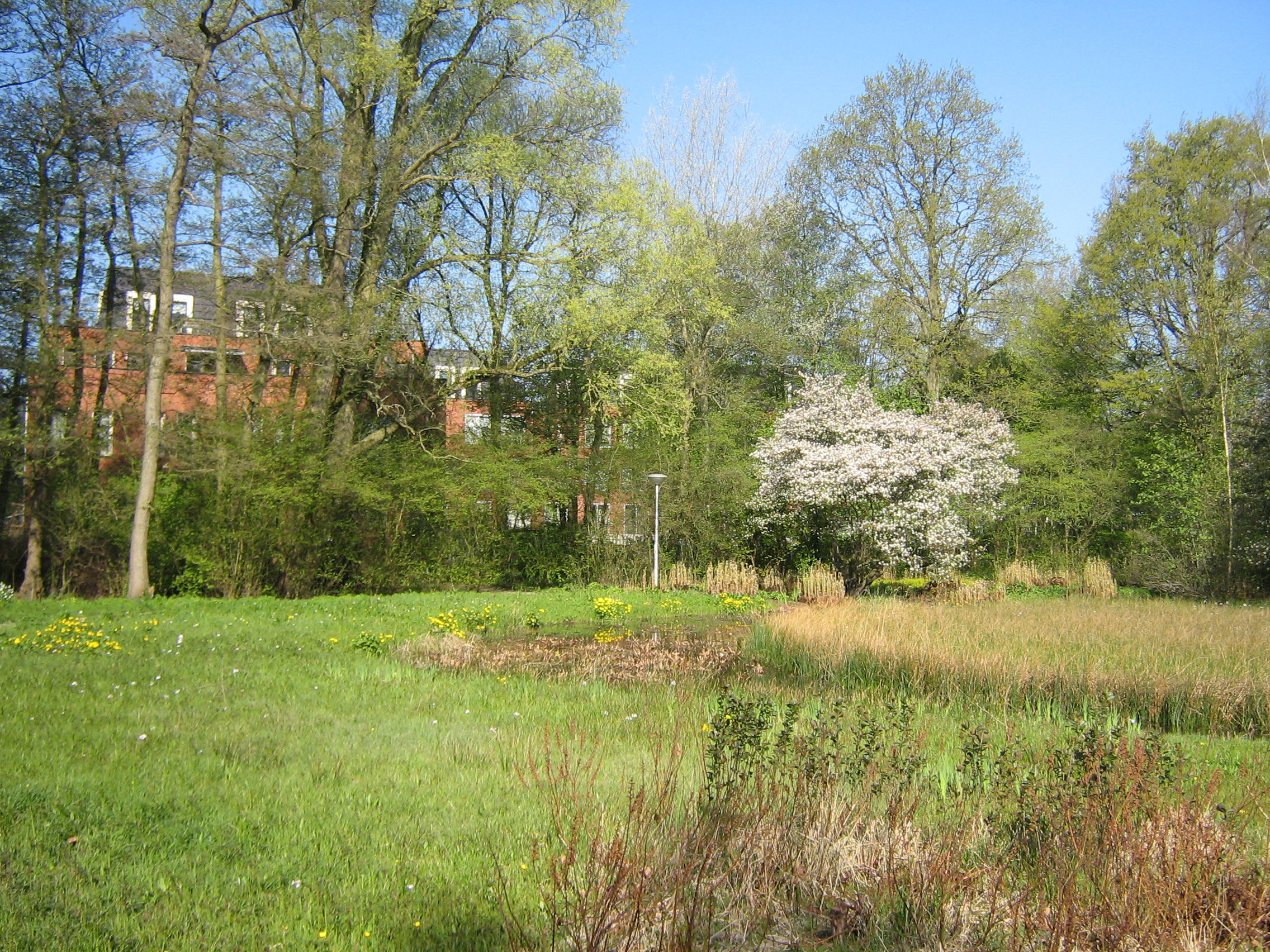
Koos Landwehrpark

Christiaan Pieter (Chris) Broerse (Serooskerke-Walcheren, 7 september 1902 – Amstelveen, 28 juni 1995) was een Nederlands tuinman en landschapsarchitect.

## Broerse in Amstelveen
Broerse werd in 1926 door de tuinarchitect Dirk Tersteeg aangesteld als "tuinbaas" voor het "Wandelpark" dat toen in Amstelveen werd aangelegd. Dankzij onder meer Arie Colijn, burgemeester van Nieuwer-Amstel van 1916 tot 1932, kon Broerse later ook andere parken aanleggen, zoals het heempark De Braak (1939), het Jac. P. Thijssepark en het Koos Landwehrpark.
Broerse werd in 1931 directeur van de Plantsoenendienst van de Gemeente Amstelveen (Nieuwer-Amstel). Als zodanig ontwierp hij het openbaar groen in de nieuwe wijken van Amstelveen en het groen rond het kantoorgebouw Van Leer. 
Met het park De Braak (1939) en het (later zo genoemde) Thijssepark heeft Broerse de begrippen heempark en heemtuin in de wereld gebracht, eerst in Nederland. Met zijn heemtuin op de Floriade van 1960 in Rotterdam kreeg hij ook internationale erkenning.
Broerse werd ook ingeschakeld voor groenaanleg rond Drakensteyn en de Hortus Botanicus van de VU in Amsterdam.
Ook was hij verantwoordelijk voor de begraafplaats Zorgvlied, die mede door hemzelf was ingericht en waar hij begraven ligt. Bij zijn afscheid in 1967 besloot het gemeentebestuur het Wandelpark naar hem te vernoemen als C.P. Broersepark.
Broerse werd in 2000 (postuum) tot Amstelvener van de eeuw benoemd.

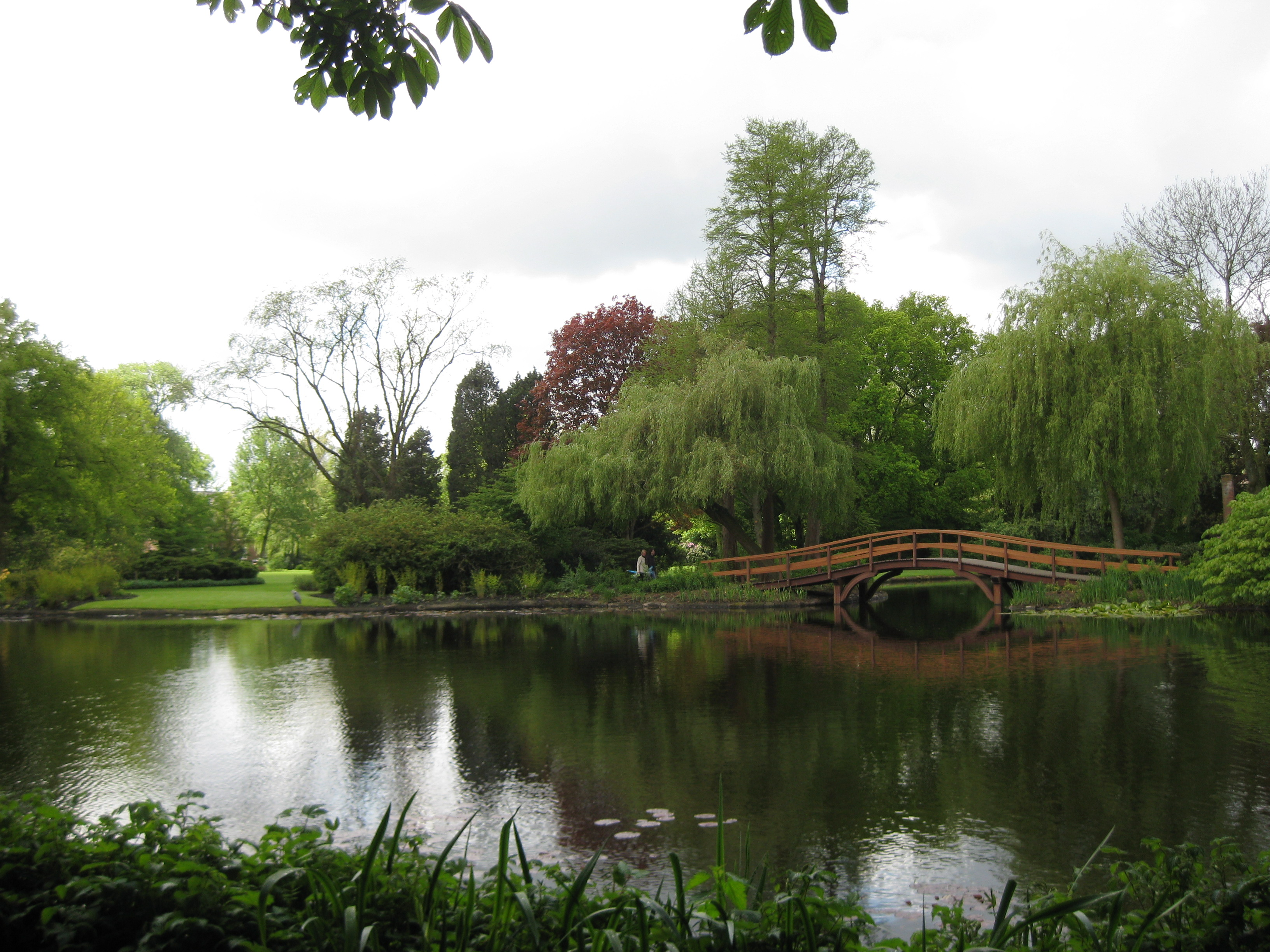
Broersepark
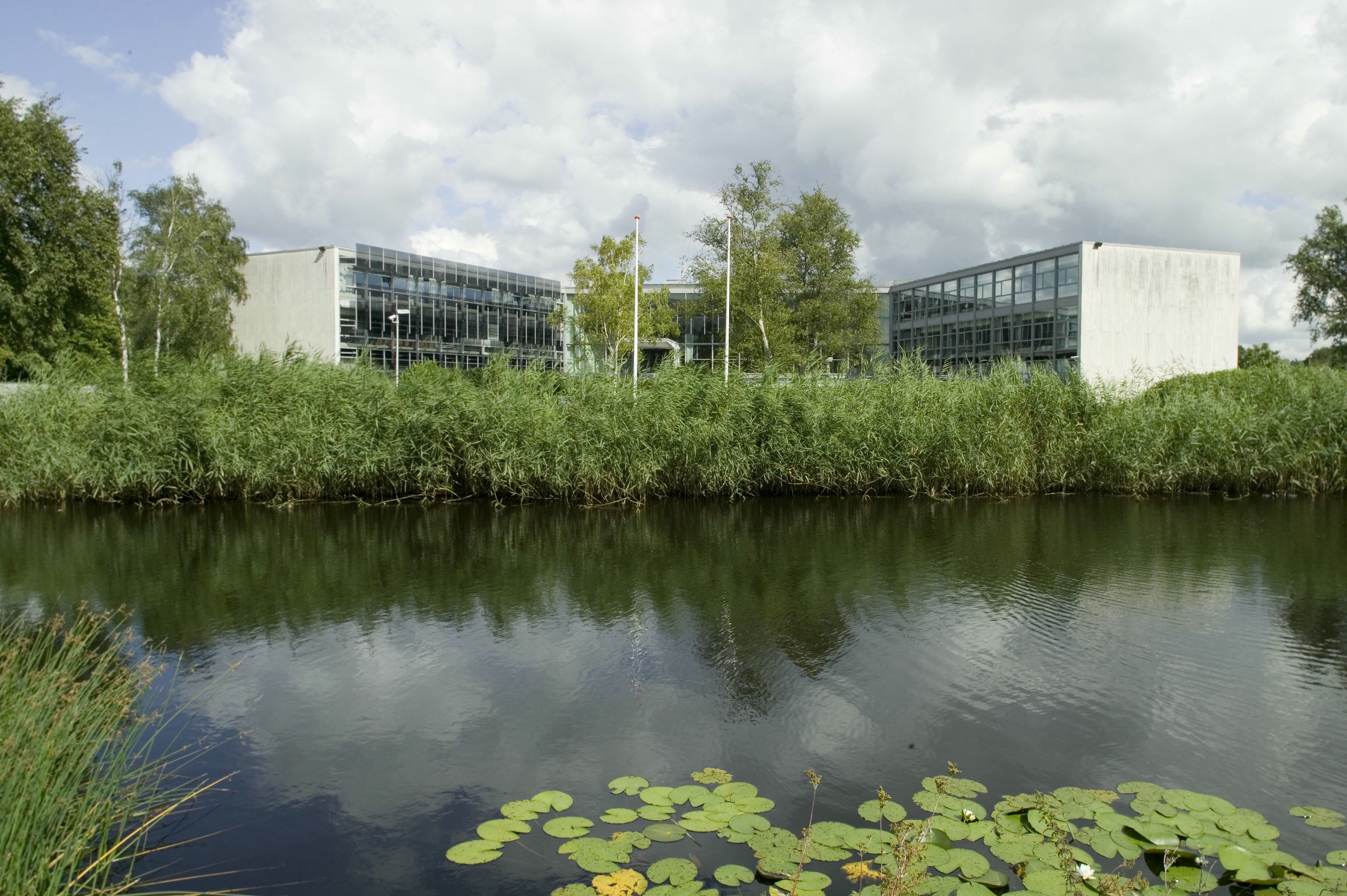
Groen bij het kantoorgebouw Van Leer
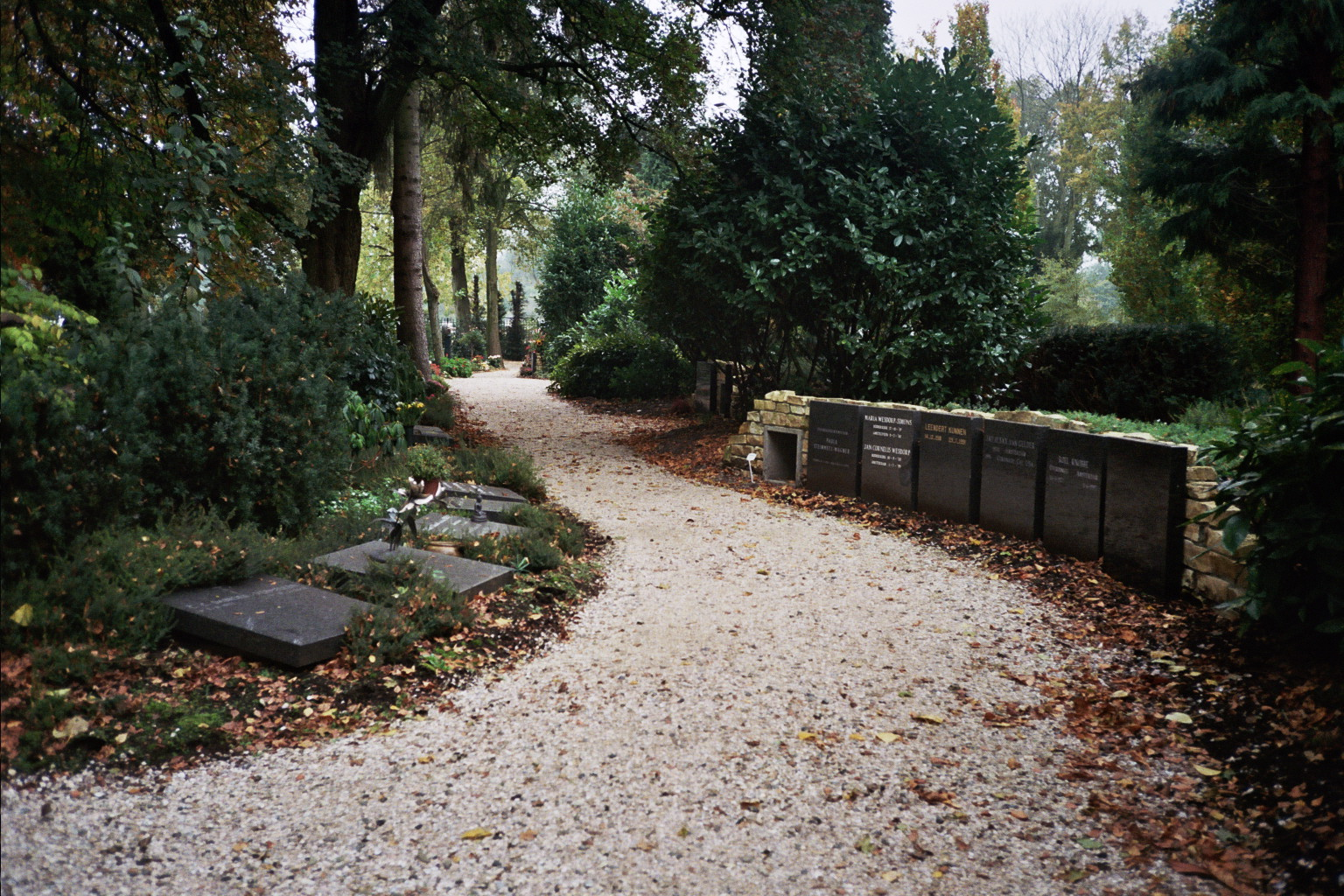
Een pad op Zorgvlied

## Persoonlijk
Christiaan Pieter Broerse was de 3e zoon van Pieter Hendrik Broerse (Serooskerke, 3 oktober 1870) en Christina Pieternella Degens ( Middelburg, 17 maart 1871). Op 12 mei 1931 te Enschede trad hij in het huwelijk met Johanna Berendina Koenderink (Enschede, 21 september 1899).
Na de Tweede Wereldoorlog en de Watersnoodramp van 1953, heeft hij zich, naast zijn werk in Amstelveen, ingezet voor de herbeplanting van zijn zwaar getroffen Zeeuwse geboortegebied Walcheren, in de periode 1946-1954.
- International Standard Name Identifier: 0000 0003 9185 0061
- Nederlandse Thesaurus van Auteursnamen: 067561586
- Virtual International Authority File: 285754467
- WorldCat: E39PBJvCKVmKTgdv3cxjKgDH4q